# Gustave III (opera, Auber)

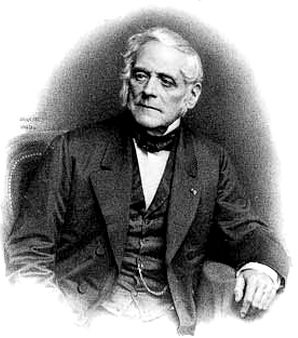
Daniel Auber

Gustave III ou Le Bal masqué (Gustav III eller Maskeradbalen) är en grand opéra i fem akter med musik av Daniel Auber och libretto av Eugène Scribe.

## Historia
Scribes libretto behandlar historien om mordet på Gustav III och ponerar att den svenske kungen blev mördad av en svartsjuk äkta man, vars hustru älskade kungen. Rollen som pagen Oscar var helt uppfunnen av Scribe och saknar historisk bakgrund. Samma libretto skulle senare användas av Verdi för hans version: Maskeradbalen. Mycken kraft lades ned på att åstadkomma stora masscener, särskilt maskeradbalen där 300 personer befann sig på scenen samtidigt, samt en scen där 100 dansare förekom. Auber var tvungen att slutföra de tre sista akterna medan repetitionerna hade påbörjats. Operan hade premiär den 27 februari 1833 på Parisoperan och spelades 168 gånger. Aubers opera var mycket populär i Frankrike tills Maskeradbalen kom, men sedan dess har den överallt fått lämna plats för Verdis opera. Så sent som 1877 spelades den i Wien med titeln Die Ballnacht.

## Personer

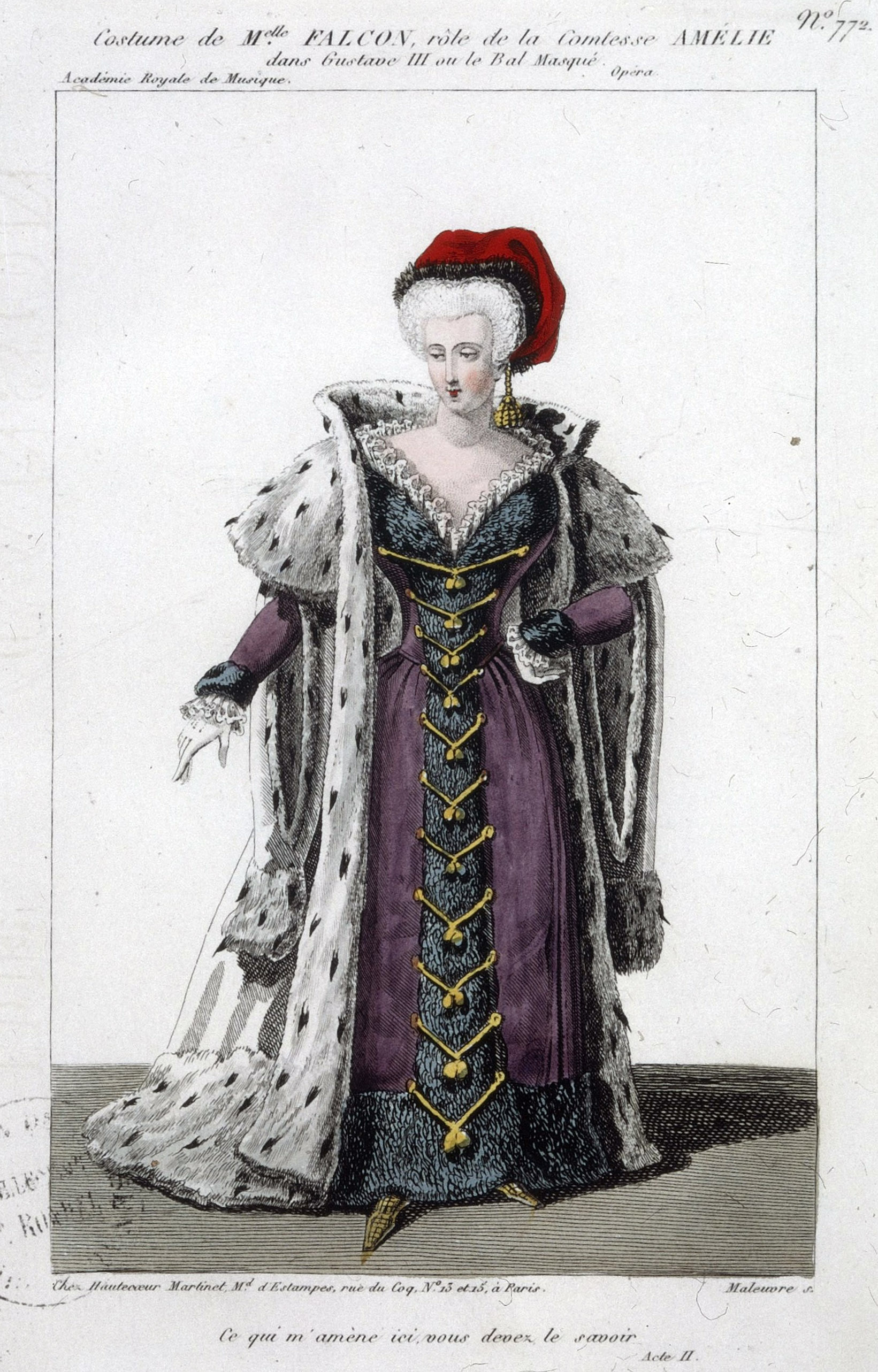
Kostymskiss för Amélie, 1833.

- Gustave III, Kung av Sverige (tenor)
- Ankastrom[a], hans vän (bas)
- Amélie, hans hustru, förälskad i Gustave (sopran)
- Oscar, kungens page (sopran)
- Arvedson, spåkvinna (mezzosopran)
- Dehorn, konspiratör (bas)
- Warting, konspiratör (tenor)
- Hovmarskalken (tenor)
- Armfelt, justitieminister (bas)
- General Kaulbart, krigsminister (bas)
- Christian (tenor)
- Ankastroms betjänt (bas)
- Roslin, målare (stum roll)
- Sergell, skulptör (stum roll)
- Hovmän, militärer, statstjänstemän, vakter, sjömän, soldater, folk (kör)

## Handling
Handlingen i operan följer i stora drag den i Verdis Maskeradbalen.